# Александровка (Михайловское сельское поселение)
 Александровка  — деревня в Советском районе Республики Марий Эл. Входит в состав Михайловского сельского поселения.

## Географическое положение
Находится в центральной части республики Марий Эл на расстоянии приблизительно 15 км по прямой на юго-запад от районного центра посёлка Советский.

## История
Известна с 1896 года как деревня Негодяевского сельского общества Петриковской волости Царевококшайского уезда Казанской губернии. В 1922 году здесь было 26 дворов, проживали 155 человек, по национальности русские. В советское время работал колхоз «Свободный труд», позднее агрофирма «Шокта» (крупная свиноводческая ферма).

## Население
Население составляло 8 человек (50 % мари, 50 % русские) в 2002 году, 15 в 2010.